# Owczarek pirenejski
Owczarek pirenejski – rasa psów, należąca do grupy psów pasterskich i zaganiających, zaklasyfikowana do sekcji psów pasterskich (owczarskich). Podlega próbom pracy.
W latach 20. XX wieku ze względów niewielkich różnic anatomicznych oraz tych, które dotyczą długości szaty wyodrębniono z grupy owczarków pirenejskich, owczarka pirenejskiego o gładkiej kufie, dla którego już wtedy stworzono odrębny wzorzec. Ze względu na te dwie odmiany tej rasy nadano im oddzielne numery FCI:

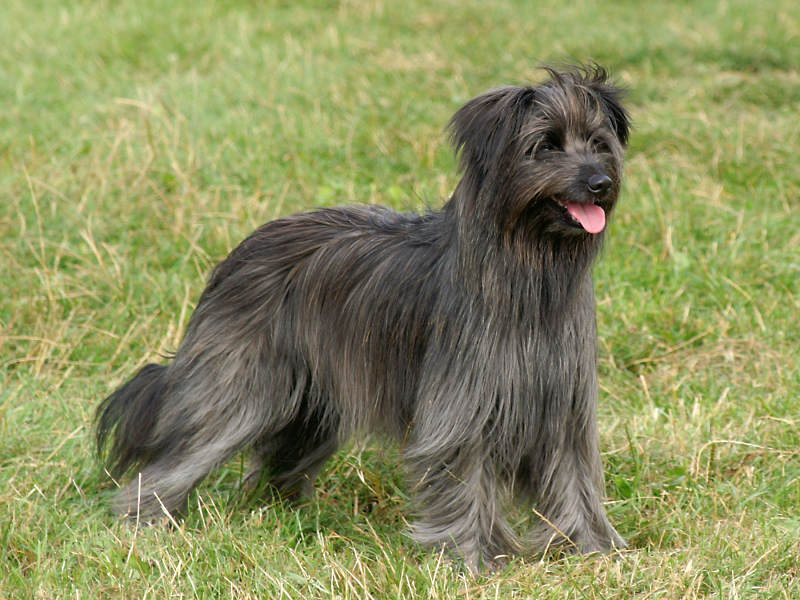
Owczarek pirenejski odmiana długowłosa, o numerze wzorca 141

- owczarek pirenejski o długim włosie na całym ciele (face normal, Berger des Pyrénées à poil long)[3],
- owczarek pirenejski o długim włosie z dużą ilością podszerstka i krótkowłosej kufie (face rase) – odmiana rzadziej spotykana, łatwiejsza w pielęgnacji. Psy face rase mają mniejszy temperament i większe zaufanie do człowieka, niż typ face normal[4].

## Pielęgnacja
Pielęgnacja sierści nie jest czasochłonna. Trzeba usuwać nadmiar włosów z wewnętrznej strony uszu.

## Zachowanie i charakter
Inteligentny, aktywny i gotowy do pracy. Czujny i szybki, obdarzony dobrym węchem.
Wymaga konsekwentnego wychowania. Jeśli nie ma zajęcia i większość dnia spędza w zamknięciu, może sprawiać kłopoty. Nadaje się na psa ratownika oraz sprawdza się w psich sportach. Dobry stróż.